# Víctor Mata
Víctor José Mata Abreu (nacido el 17 de junio de 1961 en Santiago) es un ex jardinero dominicano que jugó en la Liga Mayor de Béisbol. Jugó durante dos temporadas a nivel de Grandes Ligas con los Yanquis de Nueva York. Fue firmado por los Yankees  como amateur en 1978. Mata jugó su primera temporada como profesional con el equipo de Class-A de los Yankees los Oneonta Tigers en 1978, y su último con el equipo de Triple-A de los Orioles de Baltimore los Rochester Red Wingsenen 1988. Actualmente trabaja para los Yanquis de Nueva York como supervisor de las operaciones de scouting en la República Dominicana. Mata ha tenido una importante participación en la firma de jugadores de Grandes Ligas como Robinson Cano, Eduardo Núñez, Cristian Guzmán, D'Angelo Jiménez, José Tábata, Francisco Cervelli, entre muchos otros.